# Typhlops hectus
Typhlops hectus là một loài rắn trong họ Typhlopidae. Loài này được Thomas mô tả khoa học đầu tiên năm 1974.